# 三島市立南小学校
三島市立南小学校（みしましりつ みなみしょうがっこう）は、静岡県三島市中心部にある公立小学校である。三島市立南中学校と隣接している。

## 児童数
- 511名（令和6年度）[1]

## 通学区域
- 本町
  - 1番（1号から14号、42号から45号）
  - 2番（1号から4号、15号、16号、18号から28号）
  - 3番（1号から16号、35号から38号）
  - 4番
  - 5番（1号から6号、17号から18号）
  - 11番1号
  - 12番から14番
- 南本町
  - 1番（1号から10号、19号から38号）
  - 2番（17号から34号）
  - 4番から20番
- 中央町
  - 1番から3番
  - 4番（1号から23号、44号から47号）
  - 5番
- 北田町
- 中田町
- 南田町
- 富田町
- 南二日町
  - 1番から7番、25番から28番
- 青木
- 藤代町
- 新谷
- 玉川
- 平田
- 中（東藤代町）
  - 239番地から243番地、259番地から269番地
- 青木（東藤代町）
- 鶴喰
  - 49番地から63番地

## 進学先中学校
- 三島市立南中学校[3]